# Yeni Mil
Yeni Mil (ryska: Yenimil’, azerbajdzjanska: Milabad) är en ort i Azerbajdzjan.   Den ligger i distriktet Bejläqan, i den centrala delen av landet, 210 km väster om huvudstaden Baku. Yeni Mil ligger 78 meter över havet och antalet invånare är 2 196.
Terrängen runt Yeni Mil är platt. Närmaste större samhälle är Beylagan, 10,2 km norr om Yeni Mil.
Trakten runt Yeni Mil består till största delen av jordbruksmark. Runt Yeni Mil är det ganska tätbefolkat, med 70 invånare per kvadratkilometer.